# Elvis on Tour
Elvis on Tour es una película-documental del cantante Elvis Presley producido por MGM en 1972. Fue la trigésimo tercera y última película cinematográfica del cantante y actor Elvis Presley hasta su fallecimiento en 1977. La película obtuvo un Globo de Oro en 1973.

## Antecedentes
A modo de continuación de la película estrenada en 1970 Elvis: That's the Way it Is (‘Esto sí es Elvis’, o ‘Elvis Show. Así es como es’), otra película-documental, Elvis On Tour (traducido como Elvis de Gira), siguió de cerca a Elvis Presley en una gira por quince ciudades de los Estados Unidos donde se destacaron diecinueve conciertos entre el 5 y el 19 de abril de 1972. Además la película-documental contiene antiguo material de archivo de apariciones famosas de Presley en The Ed Sullivan Show y archivos de ensayos previos al tour. También incluye metraje acerca de la reacción de fans entusiastas dispersados a lo largo del filme.
Otro material incluido es una porción de la entrevista de cuarenta minutos que Elvis dio acerca de su vida y su carrera antes de que el filme comience. El mánager de Presley, Coronel Tom Parker, estuvo descontento con la inclusión de una escena la cual ironizaba la carrera actoral de Presley por medio de mostrar imágenes de besos en pantalla de Elvis con sus coestrellas femeninas tomadas de diversos films. De acuerdo con los productores fue una manera de expresar seriamente una nota de sarcasmo ante lo repetitivo de esos films por cambiar la ambientación pero el argumento seguía siendo el mismo.
Parte del material descartado del Elvis on Tour fue usado posteriormente en 1981 para el documental This is Elvis. También se incluyó un breve fragmento de la conferencia de prensa que dio en el hotel Hilton en New York, el 9 de junio de ese mismo año, horas antes de dar el primero de los cuatro conciertos que ofreció en el gran Madison Square Garden, rompiendo todos los records de asistencia. Y se filmaron algunos exteriores de la mansión de Graceland, en Memphis, Tennessee, en donde aparece su padre Vernon Presley.
Entre los que trabajaron en el documental estaba Martin Scorsese, quien supervisó las secuencias del montaje, y David Draper, un ex Mr. Universo. La película fue dirigida por Pierre Adidge y Robert Abel.

## Recepción
La película alcanzó el puesto número 13 en el Variety National Box Office Survey. En general, los documentales eran muy raramente un éxito en la taquilla. De todas maneras a pesar de los costos de producción superiores a 1,6 millones de dólares, de los cuales la mayoría constituían los honorarios de un millón de dólares de Elvis Presley, la película recuperó los gastos solamente tres días después de su estreno en las salas cinematográficas. 
Además de ser un éxito en recaudación, Elvis on Tour demostró ser un éxito en cuanto a críticas por ganar el premio al mejor documental en los Globo de Oro en el certamen de febrero de 1973, siendo la única película-documental de Elvis en obtener un premio de alguna categoría. En 1997 una reedición en VHS fue criticada negativamente debido a la carencia de las imágenes múltiples en pantalla presentes en todas las copias de las reediciones previas en VHS del filme. Lo mismo sucedió en la edición del 2010 en DVD, que modificaron la canción original de apertura que era Johnny B. Goode, del gran Chuck Berry, por el clásico de Presley de 1956, Don't Be Cruel.
Pese a que a Elvis le ofrecieron numerosos papeles para otras películas en los siguientes años, como es fue remake de 1976 A Star Is Born, no haría ninguna otra película más durante su vida.
El periodista Marcelo Gobello escrbiría años más tarde en su libro "Rock en el cielo" con respecto a Elvis "Para ese entonces Elvis era ya considerado una especie de héroe nacional que atraía tanto a una ama de casa como a su rebelde hijo adolescente".

## Canciones editadas en la película

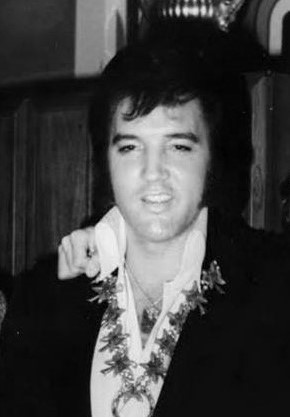
Elvis en 1972

La película comienza con una imagen de Elvis siendo niño junto a sus padres, imagen del cantante que formaría parte de la portada del álbum Elvis Country, mientras se escucha la voz en off de Elvis diciendo:
"My daddy had seen a lot of people who played guitars and stuff and didn't work. So he told me, you should make up your mind about either playing guitar or being an electrician. I never saw a guitar player that was worth a damn." 

"Mi padre había visto montones de personas que tocaban la guitarra y esas cosas y no funcionaba. Por lo tanto él me dijo, tú deberías decidirte acerca de tocar la guitarra o ser electricista. Yo nunca he visto un guitarrista que valga la pena".
Todas las siguientes canciones fueron interpretadas por Elvis en escena a menos que se indique lo contrario:
- "Johnny B. Goode" (una grabación de un ensayo de Elvis reproducida sobre los créditos del comienzo. El DVD/Blu-ray editado reemplazó esta canción con la grabación en vivo de "Don't Be Cruel", pero la copia digital del film la mantuvo)
- Introducción ("Also sprach Zarathustra" Interpretada por la orquesta de Joe Guercio Orchestra pero no fue usada en el film debido a cuestiones de copyright. De todas maneras una cortina similar arreglada fue usada en su lugar)
- "See See Rider"
- "Polk Salad Annie"
- "Separate Ways" (una toma no editada de estudio)
- "Proud Mary"
- "Never Been to Spain"
- "Burning Love"
- "For The Good Times" (cantada de manera informal por Elvis en el automóvil mientras él se retiraba luego de un concierto)
- "Don't Be Cruel" (interpretada en The Ed Sullivan Show en 1956.)
- "Ready Teddy" (también interpretada en The Ed Sullivan Show en 1956.)
- "That's All Right" (una grabación original de Sun tocada sobre una muestra de fotos de los primeros años de carrera de Elvis)
- "The Lighthouse" (interpretada por J.D. Sumner y los Stamps Quartet durante una informal jam session góspel)
- "Lead Me, Guide Me" (interpretada por Elvis, J.D. Sumner, y the Stamps Quartet durante la misma jam session.)
- "Bosom Of Abraham" (interpretada por Elvis, J.D. Sumner, y the Stamps Quartet durante dicha jam session.)
- "Love Me Tender"
- "I, John" (cantada informalmente por Elvis, J.D. Sumner y the Stamps Quartet, y the Sweet Inspirations durante un ensayo.)
- "Bridge Over Troubled Water"
- "Funny How Time Slips Away"
- "An American Trilogy"
- "Mystery Train" (canción originalmente grabada por Elvis en la Sun Records y tocada en escenas durante varias ciudades del tour)
- "I Got A Woman"/"Amen"
- "A Big Hunk O' Love"
- "You Gave Me a Mountain"
- "Sweet, Sweet Spirit" (interpretada en vivo por J.D. Sumner y the Stamps Quartet)
- "Lawdy, Miss Clawdy"
- "Can't Help Falling in Love"
- "Closing Vamp" (interpretada por TCB Band y the Joe Guercio Orchestra)
- "Memories" (originalmente grabada en estudio y tocada como tema de cierre mientras se muestran segmentos de Elvis viajando en bus con sus músicos a las distintas ciudades del tour o en distintos momentos informales dentro de los ensayos)

En la lista no se incluyó aquellos fragmentos cantados de manera informal como el de "Rainy Night in Georgia".
"Memories" había sido previamente editada en el álbum del 1968 NBC TV special y editada tanto dentro del álbum como en formato simple.

## Conciertos filmados en el documental
- Memorial Auditorium, Buffalo, Nueva York, 5 de abril de 1972
- The Coliseum, Hampton Roads, Virginia,[9] 9 de abril de 1972 Show de la noche
- The Coliseum, Richmond, Virginia,[10] 10 de abril de 1972
- The Coliseum, Greensboro, North Carolina,[11] 14 de abril de 1972 Show de la noche
- Convention Center, San Antonio, Texas, 18 de abril de 1972

Otras ciudades que fueron filmadas durante el tour (pero no los conciertos que se dieron en ellas) incluyeron: Roanoke, Virginia; Knoxville, Tennessee; Dayton, Ohio; Jacksonville, Florida; Little Rock, Arkansas y Alburquerque, New Mexico.